# Iker Bonillo
Iker Bonillo Martín (Silla, 9 juli 2003) is een Spaans wielrenner die anno 2024 rijdt voor Euskaltel-Euskadi.

## Carrière
In 2021 werd Bonillo negende in het door Iván Romeo gewonnen nationale kampioenschap tijdrijden bij de junioren. In de wegwedstrijd werd hij twintigste, op bijna vijf minuten van winnaar Romeo. Op het wereldkampioenschap in Vlaanderen eindigde hij op plek 59 in de door Per Strand Hagenes gewonnen wegwedstrijd. In 2022 maakte hij de overstap naar Bardiani CSF Faizanè. Bij zijn debuut voor de ploeg werd hij zesde in de Grote Prijs Megasaray. In februari werd hij, samen met Sebastián Mora, nationaal kampioen ploegkoers op de baan. Later dat jaar nam Bonillo deel aan onder meer Milaan-Turijn en de Ronde van Turkije.

## Ploegen
- 2022 –  Bardiani CSF Faizanè
- 2023 –  Green Project-Bardiani-CSF-Faizanè
- 2024 –  Euskaltel-Euskadi
- 2025 –  Euskaltel-Euskadi

Battaglin · Bonillo · Cañaveral · Colnaghi · Covili · El Gouzi · Fiorelli · Gabburo · Marcellusi · Martinelli · Mazzucco · Modolo · Mulubrhan (vanaf 21/4) · Nieri · Pellizzari · Pinarello · Rastelli · Santaromita · Tarozzi · Tolio · Tonelli · Trainini (tot 5/4) · Visconti (tot9/3) · Zana · Zanoncello · Zoccarato · Magli (stagiair)
Bonillo · Colnaghi · Conforti · Covili · El Gouzi · Fiorelli · Gabburo · Lucca · Magli · Marcellusi · Martinelli ·  Mulubrhan · Nieri · Paletti · Pellizzari · Petrucci (tot 9/2) · Pinarello · Rastelli · Santaromita · Scalco · Scott (tot 20/7) · Tarozzi · Tolio · Tonelli · Zanoncello · Zoccarato · Cadena (stagiair) · Cavallo (stagiair) · Rojas (stagiair)
Aberasturi · Alustiza · Azparren · Azurmendi (tot 15/4) · Berasategi · Bizkarra · Bonillo · Bou · Cañellas · Cuadrado · de la Parte · Etxeberria · Fouché · Isasa · Iturria · Juaristi · López de Abetxuko · Martín · Maté · Mintegi · Zubeldia · Ganzabal (stagiair)